# Randøy
Randøy er en ø i Hjelmeland kommune i Rogaland fylke i Norge. Den 16,7 km² store ø ligger tæt ved fastlandet, mellem Jøsenfjorden og Årdalsfjorden. Den store ø Ombo ligger mod nord, og Halsnøya ligger mod vest. 
Højeste punkt på øen er det 373 meter høje Randåsen. Øen er relativt flad på den sydlige del og mere bjerg- og skovrig på den centrale og nordlige del. Randøy er kendt for en rig flora. Vigtig industri på øen er fiskeopdræt.
Øen er forbundet med fastlandet via Randøybroen der går over  Ølesundet. Der er færgefart til Fister, Hjelmelandsvågen og øen Ombo.